# 43 до н. е.

## Події
- 21 квітня — убивця Цезаря Децим Брут і його спільник Октавій завдали поразки Марку Антонію в битві біля Мутини. Цього ж дня Цицерон виголосив останню зі своїх 14 промов проти Марка Антонія, оголошеного ворогом батьківщини, і згодом поплатився за це — Антоній, Октавіан і Лепід уклали тріумвірат, і Цицерон, занесений у проскрипційні списки, в кінці року був убитий.
- 27 листопада — Октавіан Август, Марк Антоній та Марк Емілій Лепід уклали між собою Другий тріумвірат терміном на 5 років.
- Громадянська війна в Стародавньому Римі (44—42 до н. е.)
- Повстання Секста Помпея
- Мутинська війна
- Битва під Мутиною

### Засновані
- Лугдунум (сучасний Ліон)
- Legio II Augusta
- Legio V Macedonica

## Народились
- 20 березня — римський поет Публій Овідій Назон.
- Юл Антоній — політичний діяч Римської імперії.

## Померли
- 21 квітня — Авл Гірцій, військовий та політичний діяч Римської республіки, консул 43 року до н. е.
- 23 квітня — Гай Вібій Панса Цетроніан, політичний та військовий діяч Римської республіки.
- 7 грудня — римський оратор, письменник, політик Марк Туллій Цицерон.
- Антипатр Ідуменянин — римський управитель Юдеї, батько Ірода I Великого, засновник династії Іродіадів.
- Атія Бальба Цезонія — племінниця Юлія Цезаря, мати імператора Октавіана Августа.
- Гай Требоній — політичний та військовий діяч пізньої Римської республіки, консул-суффект 45 до н. е.
- Децим Лаберій — давньоримський письменник, майстер жанру мім часів пізньої Римської республіки.
- Децім Юній Брут Альбін — римський політик і воєначальник, легат Юлія Цезаря під час Галльської і Громадянської воєн.
- Квінт Педій — політичний та військовий діяч Римської республіки, консул-суффект 43 до н. е.
- Квінт Цицерон — політик, молодший брат давньоримського оратора і консула Марка Тулія Цицерона.
- Луцій Кальпурній Пізон Цезонін — політичний та військовий діяч Римської республіки, консул 58 року до н. е.
- Публій Корнелій Долабелла — римський воєначальник, консул-суффект 44 до н. е.
- Сервій Сульпіцій Руф — політичний діяч пізньої Римської республіки, прихильник Гнея Помпея Великого, відомий красномовець та правник свого часу.